# لی اند فانگ

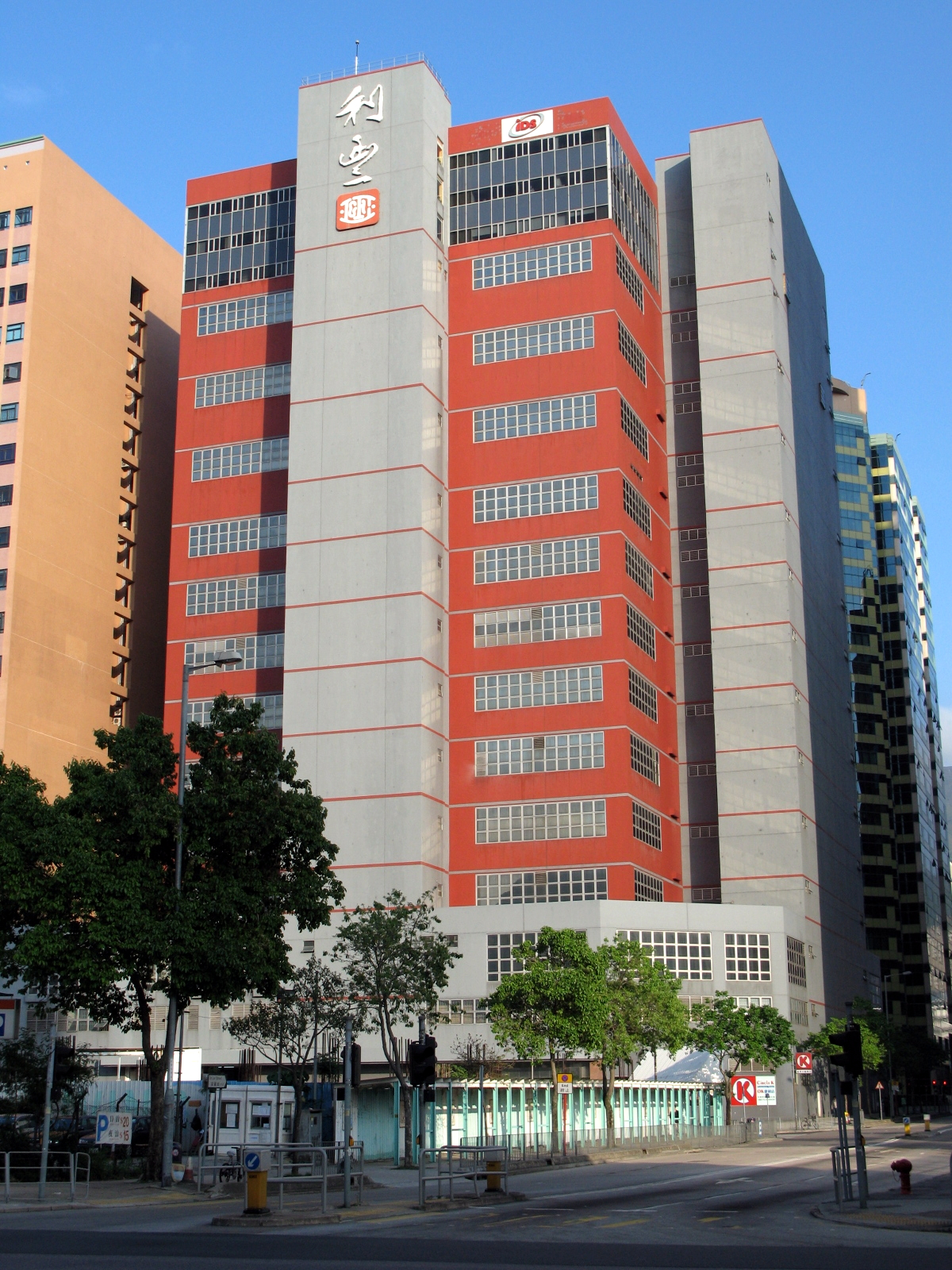
لی اند فانگ سنتر، ساختمان مرکزی لی اند فانگ

لی اند فانگ (به انگلیسی: Li & Fung) شرکت خوشه‌ای هنگ کنگی است، که در زمینه تجارت، هنرهای تزئینی، توزیع کالاهای خانگی، پوشاک و اسباب‌بازی، همچنین ارائه خدمات لجستیک و ترابری فعالیت می‌کند.
شرکت لی اند فانگ در سال ۱۹۰۶ توسط فانگ پاک-لیو و لی تو-مینگ در گوانگ‌ژو تأسیس شد و در سال ۱۹۳۷ پس از جدایی لی تو-مینگ، شرکت به هنگ کنگ منتقل شد. امروزه این شرکت نمایندگی فروش محصولات شرکت‌های زیادی را در اختیار دارد، که از طریق شبکه زنجیره‌ای از ۳۰۰ شعبه، محصولات شرکت‌هایی چون ریباک، نایکی، اسپریت، کوکاکولا، تویز آر آس و نکست پی‌ال‌سی را در ۴۰ کشور جهان توزیع می‌نماید.
دفتر مرکزی این شرکت در هنگ کنگ قرار دارد و سهام آن در بازار بورس اوراق بهادار هنگ کنگ معامله می‌شد.